# Bomarea edulis

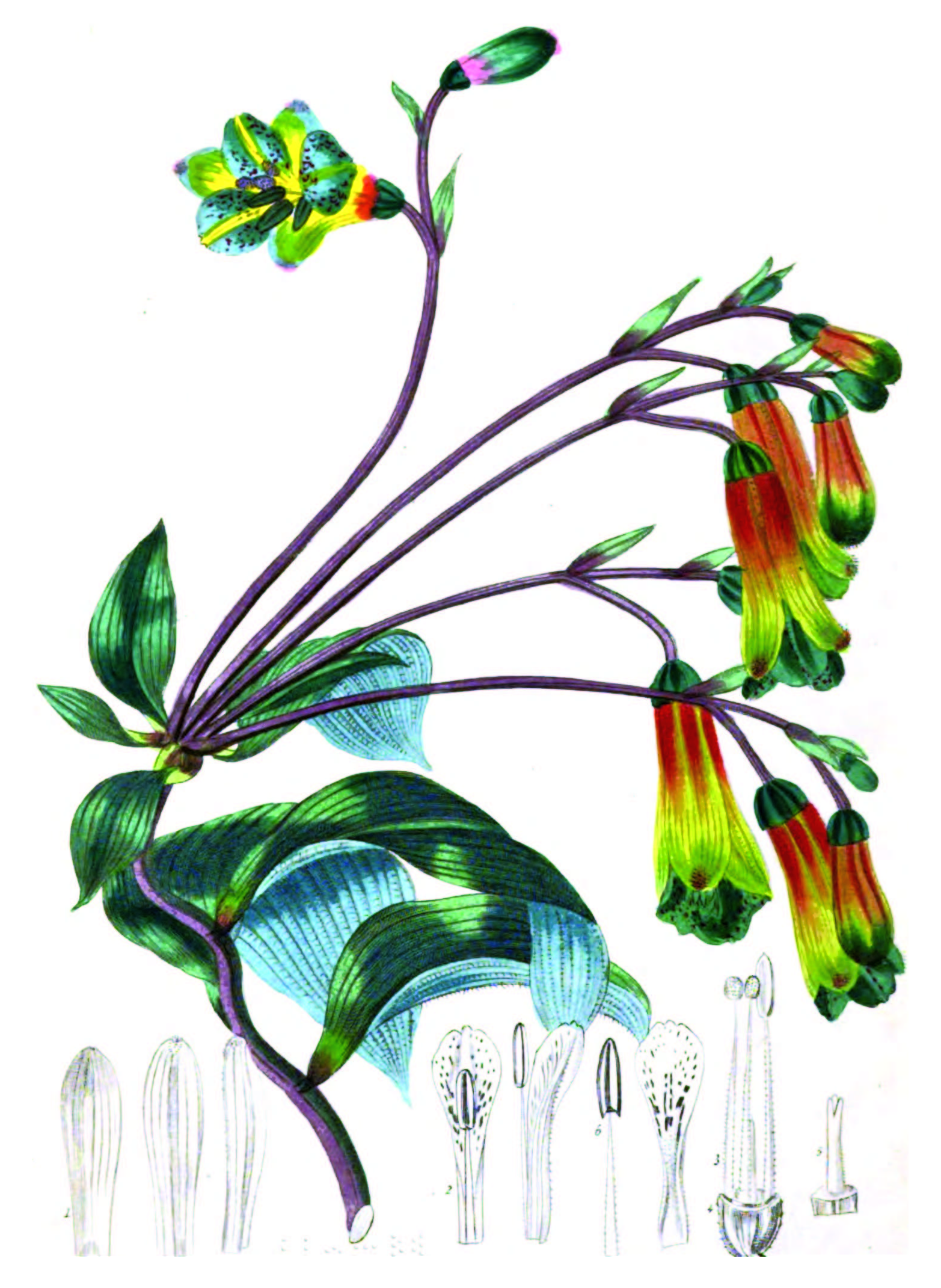
Ilustración

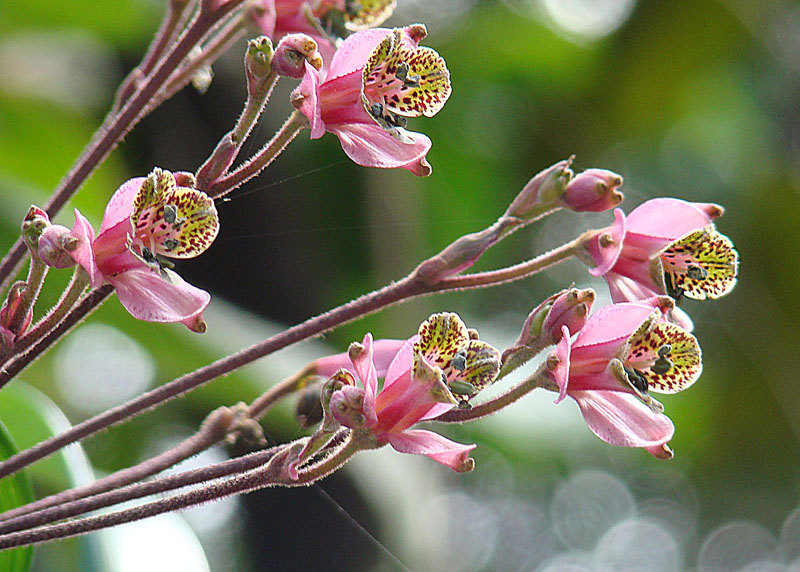
Flores

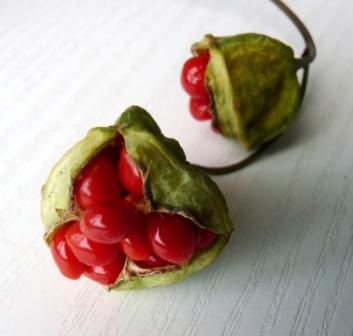
Fruto

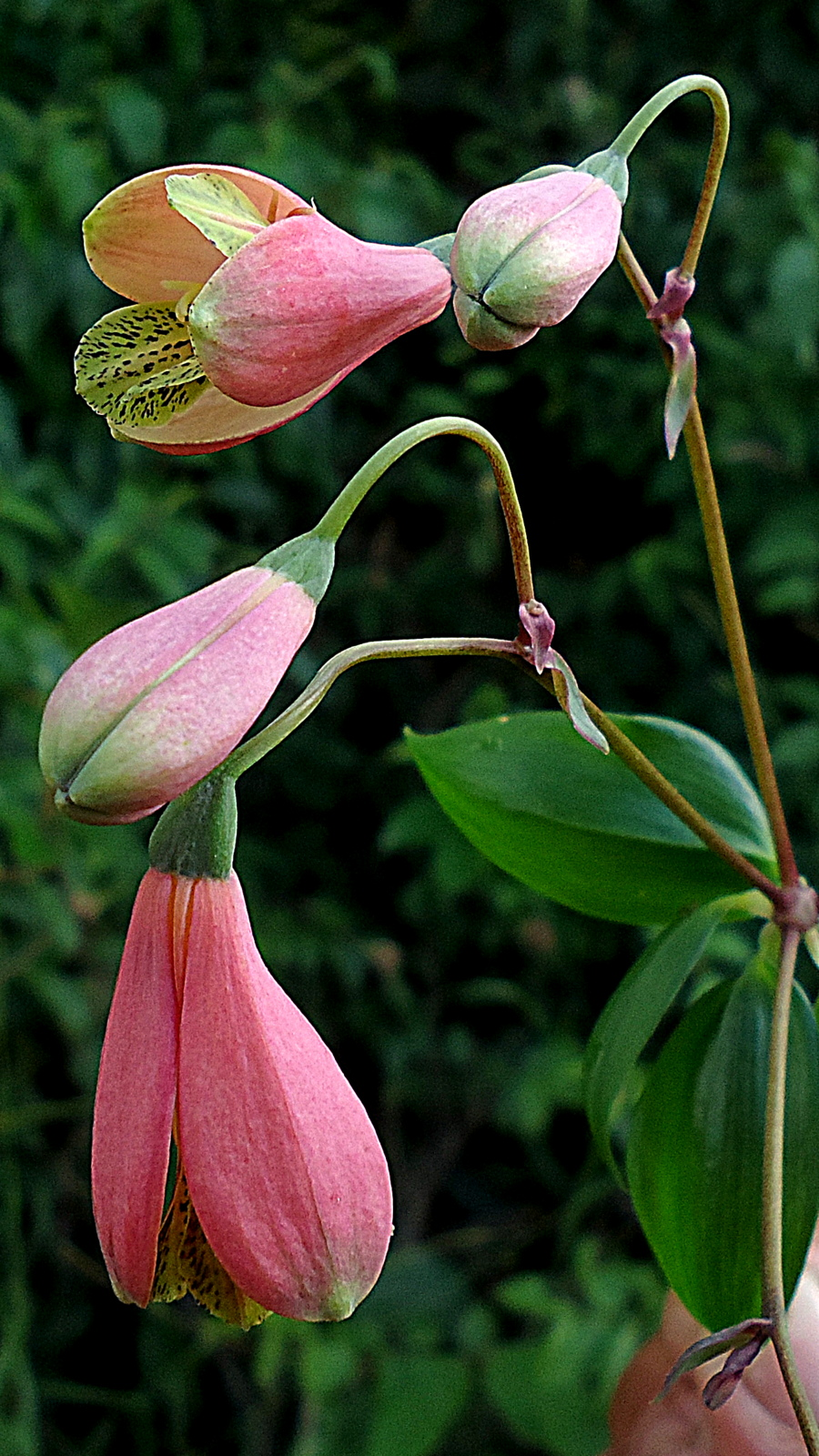
Vista de la flor

La zarcilla de Cuba (Bomarea edulis) es una especie de planta fanerógama perteneciente a la familia de las Alstroemeriáceas.  

## Descripción
Son bejucos; con los tallos glabros. Hojas de 6.4–15.8 cm de largo y 1.1–5.1 (–6.2) cm de ancho, 2.2–7.5 veces tan largas como anchas, glabras en la haz, glabras a esparcidamente crespo-pilosas con tricomas multicelulares sobre las nervaduras en el envés, raramente esparcidamente vellosas sobre la superficie del envés; pseudopecíolo 6–15 mm de largo. Brácteas involucrales 2–12, 1.8–9.2 (–12.6) cm de largo y 0.4–3.7 cm de ancho, glabras a puberulentas o esparcidamente vellosas en ambos lados, ramas de la inflorescencia 2–14, 4.4–26.7 cm de largo, glabras a esparcidamente puberulentas, generalmente 1–3-ramificadas, cada rama con 1 bractéola subyacente, a veces no ramificadas con 1 bractéola cerca de la mitad, bractéola 6–17 (–39) mm de largo; sépalos 1.9–3 cm de largo y 0.6–1.3 cm de ancho, en varios tonos de rosado a raramente violeta-rojizos en la base, a menudo verdes en el ápice; pétalos 2–3.1 cm de largo y 0.6–1 cm de ancho, de 1 mm más cortos a 4 mm más largos que los sépalos, verdes, amarillos o amarillos con el ápice verde, con máculas y/o rayas purpúreas, negras o grises; ovario glabro a esparcidamente granular-puberulento.

## Distribución y hábitat
Es una especie poco común, se encuentra en las nebliselvas, bosques de pino-encinos, a una altitud de 700–1400 metros; fl ago, fr sep, dic; desde México a Perú y Brasil y en las Antillas.

## Taxonomía
Bomarea edulis fue descrita por (Tussac) Herb., y publicado en Amaryllidaceae 111. 1837.
Etimología
Bomarea: nombre genérico que está dedicado al farmacéutico francés Jacques-Christophe Valmont de Bomare (1731-1807), que visitó diversos países de Europa y es autor de “Dictionnaire raisonné universel d’histoire naturelle” en 12 volúmenes (desde 1768).
edulis: epíteto latíno que significa "comestible".
Sinonimia
- Alstroemeria affinis M.Martens & Galeotti
- Alstroemeria edulis Tussac
- Alstroemeria gloriosa Cham. & Schltdl.
- Alstroemeria grandifolia Kunth
- Alstroemeria hirtella Kunth
- Alstroemeria jacquesiana Lem.
- Alstroemeria miniata M.Martens & Galeotti
- Alstroemeria pauciflora Lem.
- Alstroemeria salsilla Vell.
- Alstroemeria salsilloides Mart.
- Alstroemeria sepium Schott ex Seub.
- Bomarea affinis (M.Martens & Galeotti) Kunth
- Bomarea bakeriana Kraenzl.
- Bomarea brauniana Schenk
- Bomarea caraccensis Herb.
- Bomarea furcata Klotzsch ex Kunth
- Bomarea gloriosa (Cham. & Schltdl.) M.Roem.
- Bomarea grandifolia (Kunth) Herb.
- Bomarea guianensis Kraenzl.
- Bomarea hirta Schenk
- Bomarea hirtella (Kunth) Herb.
- Bomarea jacquesiana (Lem.) Kunth
- Bomarea janeirensis M.Roem.
- Bomarea maakiana Klotzsch
- Bomarea macrophylla Schenk
- Bomarea maranensis Herb.
- Bomarea martiana Schenk
- Bomarea miniata (M.Martens & Galeotti) Kunth
- Bomarea ovata var. tatiana Herb.
- Bomarea perlongipes Killip
- Bomarea petiolata Rusby
- Bomarea salsilla Vell.
- Bomarea salsilloides (Mart.) M.Roem.
- Bomarea salsilloides var. pauciflora Schenk
- Bomarea salsilloides var. pubescens Schenk
- Bomarea salsilloides var. sepium Schenk
- Bomarea sororia N.E.Br.
- Bomarea spectabilis Schenk
- Bomarea spectabilis var. parvifolia Seub.
- Bomarea tatiana Herb.
- Vandesia edulis (Tussac) Salisb.[3][4]